# Motozintla
Motozintla est une municipalité du Chiapas, au Mexique. Elle couvre une superficie de 782,5 km2 et compte 69 119 habitants en 2010.